# Droits des patients
Tous les individus ont recours aux services de santé tout au long de leur vie, et leur accès à ces services doit être équitable, sans discrimination, tout en respectant les droits de l'homme et la dignité humaine. Les droits des patients (DP) constituent un ensemble de normes qui découlent des principes fondamentaux de l'éthique médicale et de la dignité humaine, et les obligations professionnelles envers les patients reposent sur ces droits.

## Les droits fondamentaux du patient
Aujourd'hui, le droit à la santé est reconnu par une série de textes nationaux et internationaux.

### Au niveau international
Selon la constitution de l'OMS et la déclaration universelle, la conscience internationale reconnaît en fin de compte le droit de chaque individu d'exiger de son pays un minimum de prestations sanitaires qui soient conformes à la dignité humaine, au niveau de développement économique et social du pays et au degré atteint par la science médicale.
Le droit international de la santé doit son existence et son effectivité à la fois aux individus et à l’État. Il serait ainsi une double obligation morale. Chaque individu serait tenu à préserver lui-même sa propre santé, alors que l’État devrait fournir à chacun un accès libre au service de santé.

### Au niveau national
Le droit des patients au niveau national est généralement basé sur une combinaison de lois, de réglementations et de principes éthiques.

#### Droit marocain
Le Maroc a manifesté son intérêt pour la reconnaissance du droit à la santé pour l'ensemble de la population, un droit dont l'origine repose sur la religion islamique.

#### Droit français
En droit français, les droits des patients sont notamment énumérés dans le Code de santé publique. Les règles concernant le secret médical sont également pertinentes aux droits des patients.
Or, au-delà du secret médical, l'autonomie du patient est un principe central dans la relation soignant-soigné. Étant donné que de nombreux patients se sentent en situation de dépendance vis-à-vis des médecins, il est crucial que ces derniers respectent leur autonomie. Cela implique de créer un espace où les patients peuvent prendre des décisions en fonction de leur propre dignité, tout en tenant compte, si nécessaire, de leurs valeurs religieuses. Selon Huriet, auteur de la première loi éthique en France, «il n'existe pas d'éthique universelle, car les choix éthiques sont influencés par des références culturelles, sociales, spirituelles et historiques.» Son expérience en tant que membre du Comité International de Bioéthique de l'Unesco l'a fréquemment confirmé. Cependant, certains principes éthiques fondamentaux sont universellement reconnus : l'autonomie individuelle, exprimée par le consentement, la bienfaisance et la non-malfaisance à travers l'évaluation bénéfice/risque, ainsi que l'équité et la justice, notamment en matière d'accès aux soins.

#### Droit québécois
En droit québécois, le livre premier du Code civil du Québec (« Des personnes ») édicte des règles concernant le consentement aux soins des patients (art. 11-25 C.c.Q.) ainsi que la garde dans un établissement psychiatrique (art. 26-31 C.c.Q.). La Loi sur les services de santé et les services sociaux et la Charte des droits et libertés de la personne contiennent des dispositions pertinentes aux droits des patients.
Droit iranien
En Iran, la législation sur les droits fondamentaux a évolué au fil des ans pour inclure divers aspects touchant à la dignité humaine et aux libertés. Par exemple, en 2002, la première charte de santé publique a été introduite avec 11 articles, posant les principes de base du droit à la santé. Cependant, elle a rapidement été jugée insuffisante et peu claire. En réponse à ces critiques, une version plus complète a été élaborée avec la participation de plusieurs parties prenantes, et annoncée par le ministère de la Santé en novembre 2009. Cette charte révisée, composée de 37 articles, couvre cinq dimensions principales : « le droit de recevoir des services appropriés », « le droit d'accéder à des informations pertinentes et suffisantes », « le droit de choisir librement ses soins de santé », « le droit à la vie privée et à la confidentialité », et « le droit d'accéder à un système de réclamation efficace ». Ces principes reflètent les efforts du gouvernement iranien pour assurer la protection des droits des citoyens dans le cadre des services publics, tout en respectant les valeurs culturelles et religieuses du pays.